# Nécropole mégalithique de Peyrehaut
La nécropole mégalithique de Peyrehaut est située à Villenave-d'Ornon dans le département français de la Gironde. Elle est constituée de cinq allées couvertes (autrefois six).

## Historique
La nécropole est découverte par Pierre Sansas en 1863. Léo Drouyn en dresse un plan sommaire en 1870. À la même époque, le propriétaire des lieux envisage de planter de la vigne et commence à détruire les monuments mais ne mène pas son projet à terme. En 1942, J. Ferrier fouille le monument n°2. En 1944, R. Séronie-Vivien fouille le monument n°1

## Description
La nécropole ne comporte plus que cinq allées couvertes, alors que six monuments figurent sur le plan de Drouyn.  Elles ont été construites en blocs de poudingue.

### Allée n°1
Il s'agit probablement d'une allée couverte de type allée d'Aquitaine. Elle s'étend sur 6,15 m de long et sa largeur varie entre 1,30 m et 1,50 m pour une hauteur d'environ 1 m. L'allée est orientée selon un axe nord-ouest/est-sud-est. Elle est délimitée par six orthostates côté droit et deux côté gauche. La dalle de chevet mesure 1,50 m de long. Deux dalles gisant à plat au milieu de l'allée pour l'une et à proximité de la paroi de droite pour l'autre pourraient constituer les restes des tables de couverture d'origine.

### Allée n°2
Cette allée couverte de type girondin s'étire sur 10 m de long et 1,50 m de large  pour une hauteur d'environ 0,8 m. Elle est orientée ouest-nord-ouest/est-sud-est. L'allée est endommagée. Les dalles de la partie centrale sont manquantes et l'allée est scindée en deux ensembles distincts séparés de 5 m : une partie arrière comprenant deux orthostates de chaque côté, une dalle de chevet et une dalle (table ou montant) couchée au sol et une partie avant composée de quatre dalles (une de chaque côté et deux couchées au sol).

### Allée n°3
Elle a été construite parallèlement à l'allée no 2 mais avec une orientation inversée. Il s'agit là aussi d'une allée de type girondin de près de 10 m de long et 1 m de large pour une hauteur d'environ 0,85 m. La chambre est délimitée par quatre orthostates en poudingue de chaque côté. La dalle de chevet mesure 1,30 m de long. Les trois dalles visibles au centre de l'allée pourrait correspondre aux restes d'un dallage au sol.

### Allée n°4
Cette allée est en grande partie ruinée, au point que Drouin ne la fait d'ailleurs pas figurer sur son plan. Il n'en demeure que cinq supports (trois debout, deux renversés) alignés sur environ 5 m de long. Le plus haut des piliers mesure environ 0,80 m.

### Allée n°5
L'édifice est totalement ruiné mais il s'agissait probablement d'une allée couverte orientée ouest-nord-ouest/est-sud-est. Il n'en subsiste que la dalle de chevet (1,50 m) et un orthostate (1,10 m).

## Matériel archéologique
En 1942, Férrier ne découvrit aucun ossement humain dans l'allée n°2 mais uniquement un petit mobilier lithique composé d'un fragment de hache polie, d'une lame de silex et de trois éclats. Les vestiges mobiliers découverts lors de fouilles sont conservés au Musée d'Aquitaine à Bordeaux.
En 1944-1945, une équipe conduite par R. Séronie-Vivien fouilla l'allée n°1 et pratiqua un sondage dans l'allée n°3. Dans l'allée n°1, aucun ossement humain ne fut découvert et le mobilier se composait d'un burin en silex, de trois silex sans retouches, de divers tessons de poterie et de trois fragments de bonze. Le sondage de l'allée n°3 ne livra qu'un tesson de poterie. L'ensemble du mobilier fut dispersé dans des collections  particulières.